# Generale/Natale
Generale/Natale è un singolo di Francesco De Gregori, pubblicato nel 1978.

## Descrizione
Le due canzoni sono tratte entrambe dall'album De Gregori ed anche la copertina del disco riproduce, in piccolo, quella dell'LP, una fotografia del cantautore mentre gioca con un pallone. La produzione e gli arrangiamenti delle due canzoni sono curati da De Gregori che è anche l'autore dei testi e delle musiche.
Il disco arrivò al quarto posto dell’hit parade del 1978 e alla quinta posizione dei dischi più venduti dello stesso anno.

## I brani

### Generale
Si tratta di una ballata introdotta da un riff di pianoforte di Alberto Visentin.

### Natale
De Gregori ne ha incise due versioni dal vivo, una pubblicata in Musica leggera nel 1990 (registrata al Folkstudio) e una in La valigia dell'attore nel 1997, ma sono presenti diversi bootleg contenenti la canzone. Una versione swing in studio è stata incisa in Vivavoce nel 2014. Nel 2021 il cantante Paolo Belli ha realizzato una cover in chiave swing.

## Musicisti
- Cyan
  - Franco Di Stefano: batteria
  - George Sims: chitarra
  - Alberto Visentin: pianoforte
- Mario Scotti: basso
- Dave Sumner: chitarra

## Tracce
Lato A
1. Generale – 4:30 (Francesco De Gregori)

Lato B
1. Natale – 2:34 (Francesco De Gregori)